# Pomnik litery Ё

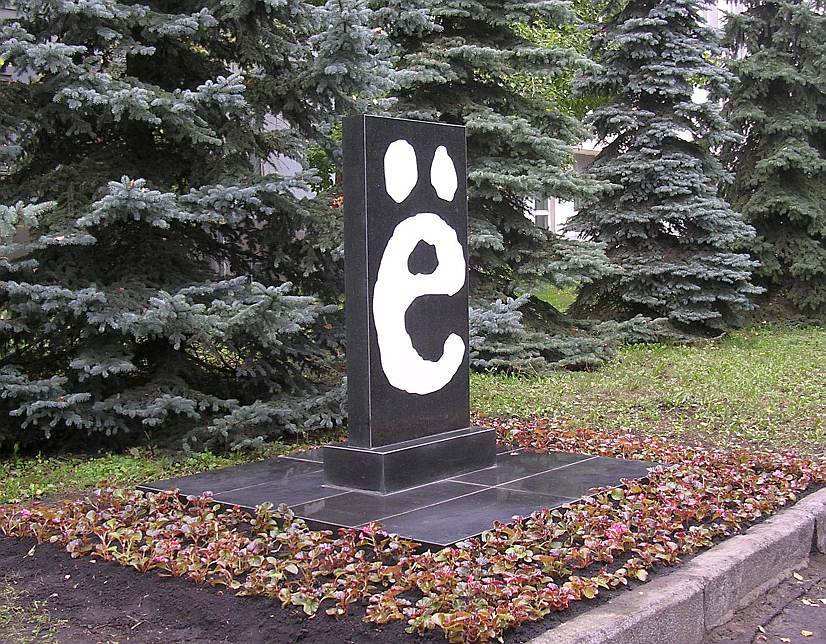
Pierwsza wersja pomnika

Pomnik litery Ё (ros. Памятник букве «Ё», Pamiatnik bukwie „Jo”) – znajdujący się w Uljanowsku pomnik upamiętniający 205-lecie wprowadzenia do rosyjskiego alfabetu litery ё.
Idea zbudowania pomnika litery w Uljanowsku narodziła się w 1997 roku, gdy uljanowscy historycy zwrócili publiczną uwagę na tę literę oraz dwusetną rocznicę wprowadzenia jej do rosyjskiego alfabetu. W roku 2001 ogłoszony został konkurs na projekt pomnika, którego odsłonięcie planowano w rok później. Zwycięzcą konkursu został jeden z inicjatorów budowy pomnika, uljanowski historyk, Aleksandr Zinin.
Jego projekt przedstawiał prostą stelę z czerwonego granitu, na której wyryto literę ё. Ostatecznie pomnik odsłonięto 4 września 2005 roku, niedaleko Uljanowskiej Biblioteki Naukowej. Ze względu na to, iż Zinin nie otrzymał czerwonego granitu na czas, to tymczasowo stela została wykonana z czarnego granitu, na którym wymalowano białą farbą literę ё. Po kilku miesiącach wymieniono ją na płytę z granitu czerwonego, w kształcie klinu ściętego, na której wyryto literę ё.